# Anna Jungowska-Jarosz
Anna Jungowska-Jarosz (ur. 8 lutego 1922 w Górach, zm. 7 listopada 2016) – polska specjalistka radiodiagnostyki, doktor habilitowany nauk medycznych, profesor nadzwyczajny i wieloletni pracownik Zakładu Radiologii Akademii Medycznej w Gdańsku (obecnie Gdański Uniwersytet Medyczny).
Była między innymi współautorką redagowanej przez Ludwika Jerzego Mazurka, publikacji pt. Radiologia urologiczna (Państwowy Zakład Wydawnictw Lekarskich, Warszawa, 1977). 

## Wybrane odznaczenia
- Krzyż Kawalerski Orderu Odrodzenia Polski[2],
- Złoty Krzyż Zasługi[2],
- Medal "Zasłużonemu AMG"[2]